# Castle of Magical Dreams
Castle of Magical Dreams (anciennement Sleeping Beauty Castle) est le château du parc à thèmes Hong Kong Disneyland. Il est le premier des châteaux des parcs Disney à avoir connu une transformation majeure, mais aussi le second après Enchanted Storybook Castle à Shanghai Disneyland à représenter plusieurs princesses Disney à la fois.

## Histoire
Le château est inauguré dans sa première version en 2005 sous le nom Sleeping Beauty Castle. Comme les châteaux de Disneyland (Californie) et du Parc Disneyland (France), il est dédié à l'époque à La Belle au bois dormant.
Le château était une copie conforme de la version californienne. La tourelle finale fut mise en place le 23 septembre 2004 et l'ouverture au public a eu lieu le 12 septembre 2005 en même temps que le parc.
Le 22 novembre 2016, la Walt Disney Company et le gouvernement de Hong Kong annoncent l'agrandissement et la rénovation du château,, dans le cadre d'une expansion pluriannuelle de 10,9 milliards de dollars HK de parc. Il ferme le 1er janvier 2018 et rouvre en 2020, dans le cadre de la célébration du 15e anniversaire du parc, sous le nom Castle of Magical Dreams.
Le château a été redessiné pour rendre hommage à 13 princesses et héroïnes Disney, dont Blanche-Neige, Raiponce, Tiana, Aurore, Mérida, Anna, Elsa, Jasmine, Mulan, Pocahontas, Belle, Ariel, Cendrillon et Vaiana. Elles sont notamment représentées grâce à des éléments caractéristiques disposés sur les flèches des tourelles et à travers les différents styles architecturaux utilisés.
À l'occasion de sa réouverture, le 21 novembre 2020, le parc présente l'exposition Building a Dream: The Magic Behind a Disney Castle et propose Glimpse into the Magic ; une visite audio-guidée du château, commentée par Karena Lam.
Le château dispose d'une nouvelle boutique Bibbidi-Bobbidi, à l'emplacement du Storybook Shoppe, qui a ouvert avant l'achèvement du château en 2019.

## Galerie

Sleeping Beauty Castle avant sa transformation, en 2007.